# شاه ویس قلی
شاه ویس قلی از شخصیت‌های مهم آیین یارسان در سده نهم هجری است. وی پس از سلطان سهاک مظهر ذات حق بوده است. پدرش پیرقنبر شاهویی و لقبش قرمزی است. ولادت او به سال ٨١٠ در کردستان ثبت شده است. محل دقیق تولدش را روستای درزیان نزدیک شاهو ذکر کرده‌اند. از او اشعاری به کردی باقی مانده که در دوره قرمزی ثبت گردیده است.

## نمونۀ کلام
شعر زیر از سروده‌های اوست: 
| ئەسڵمەن جە کورد، ئەسڵمەن جە کورد |  | بابۆم کوردەنان، ئەسڵمەن جە کورد |
| من ئەو شێرەنان چەنی دەستەی گورد  |  | سلسلەی سپای زەحاک کەردم ھورد    |

یعنی (ترجمه فارسی):
| اصل من ز کُرد، اصل من ز کُرد   |  | پدرم کُردست، اصل من ز کُرد       |
| من آن شیرم که همراه پهلوانان |  | سلسله سپاه ضحاک را درهم کوبیدم |